# 삼경여객
삼경여객(三慶旅客)은 부산광역시 사하구 감천2동에 위치한 마을버스 운송 업체이다. 대표는 이경자이다. 그리고 주로 경유하는 노선은 서구와 사하구를 연결하는 주요 도로를 운행하여 담당하고 있다. 계열사로는 동구에 위치한 삼안교통이 있다.

## 차고지
- 부산광역시 사하구 옥천로 119 (감천동) (본사:면허등록지)
- 부산광역시 사하구 감천2동 10-10(옥천로)(감천영업소, 서구2번 전노선 시종착)

## 역사
- 1990년:삼보여객(三保旅客)이라는 회사설립 초대 대표이사 박삼석 취임
- 2008년:마을버스준공영제로 삼경여객으로 사명변경과 동시에 대표이사 이경자 취임

## 운행 노선 목록
- 사하구1-1번 : 괴정초등학교(동주대학교)-괴정역 (시장)괴정사거리(국민은행), 뉴코아아울렛,삼풍아파트)-장평중학교(감천삼거리)-삼성여자고등학교-부일외국어고등학교-감천1동주민센터-감천사거리-수협-17번버스종점-감천2동새마을금고-감천2동삼거리-영동아파트(감천2치안센터)-구감-감정초등학교,감천문화마을-한샘슈퍼(대성사)-아미동감천삼거리-대진슈퍼-아미청년회-산복도로입구-산상교회(미화당슈퍼.LG전자)-아미골공영주차장(병아리부화장)-세화어린이집-아미초등학교-광성사-새아미방앗간(아미치안센터)-아미시장(아미치안센터),(부산대학교병원.토성역)-부산방사선과앞-,충무교차로(충무동시장)-충무동교차로 (서구청) 이노선은(우성버스)와 공동배차한다
- 서구2번 : 감천고개,삼경주차장차고지-감정초등학교,감천문화마을-한샘슈퍼-아미동감천삼거리-대진슈퍼-아미탑마트-아미청년회-산복도로입구-산상교회(미화당슈퍼,LG전자)-아미골공영주차장(병아리부화장)-세화어린이집-아미초등학교-광성사-새아미방앗간(아미치안센터)-아미시장(아미치안센터),(부산대학교병원, 토성역)-부산방사선과앞-충무교차로(충무동시장)-충무동교차로 (서구청)
- 서구2-2번 : 암남동(부산국제수산물도매시장)-성진수산(모지포마을)-동영콜드프라자-감천항1,2,3부두-동양글로벌냉장-동양레미콘-한일냉장-대한수산-감천초등학교-원스탑페밀리-감천119안전센터-감천사거리-수협-17번버스종점-감천2동새마을금고-감천2동삼거리-영동아파트(감천2치안센터)-구감-감정초등학교,감천문화마을-한샘슈퍼(대성사)-아미동감천삼거리-대진슈퍼-아미청년회-산복도로입구-산상교회(미화당슈퍼,LG전자)-아미골공영주차장(병아리부화장)-세화어린이집-아미초등학교-광성사-새아미방앗간(아미치안센터)-아미시장(아미치안센터),(부산대학교병원, 토성역)-부산방사선과앞-충무교차로(충무동시장)-충무동교차로 (서구청) (우성버스)와 공동배차

### 폐선된 노선 목록
- 서구 마을버스 2-1번 : 2008년에 폐선이 되었다(현재는 사하구 마을버스 1-1번이 대신 운행을 하여 지금도 운행하고 있다.).